# Aricaelfe
Die Aricaelfe (Eulidia yarrellii), auch Yarrellelfe genannt, ist ein kleiner Vogel aus der Familie der Kolibris (Trochilidae) und die einzige Art der somit monotypischen Gattung Eulidia. Er ist im nördlichen Chile endemisch. Benannt wurde diese Art nach dem britischen Ornithologen William Yarrell (1784–1856). Der Bestand wird von der IUCN als „vom Aussterben bedroht“ (critically endangered) eingeschätzt.

## Beschreibung

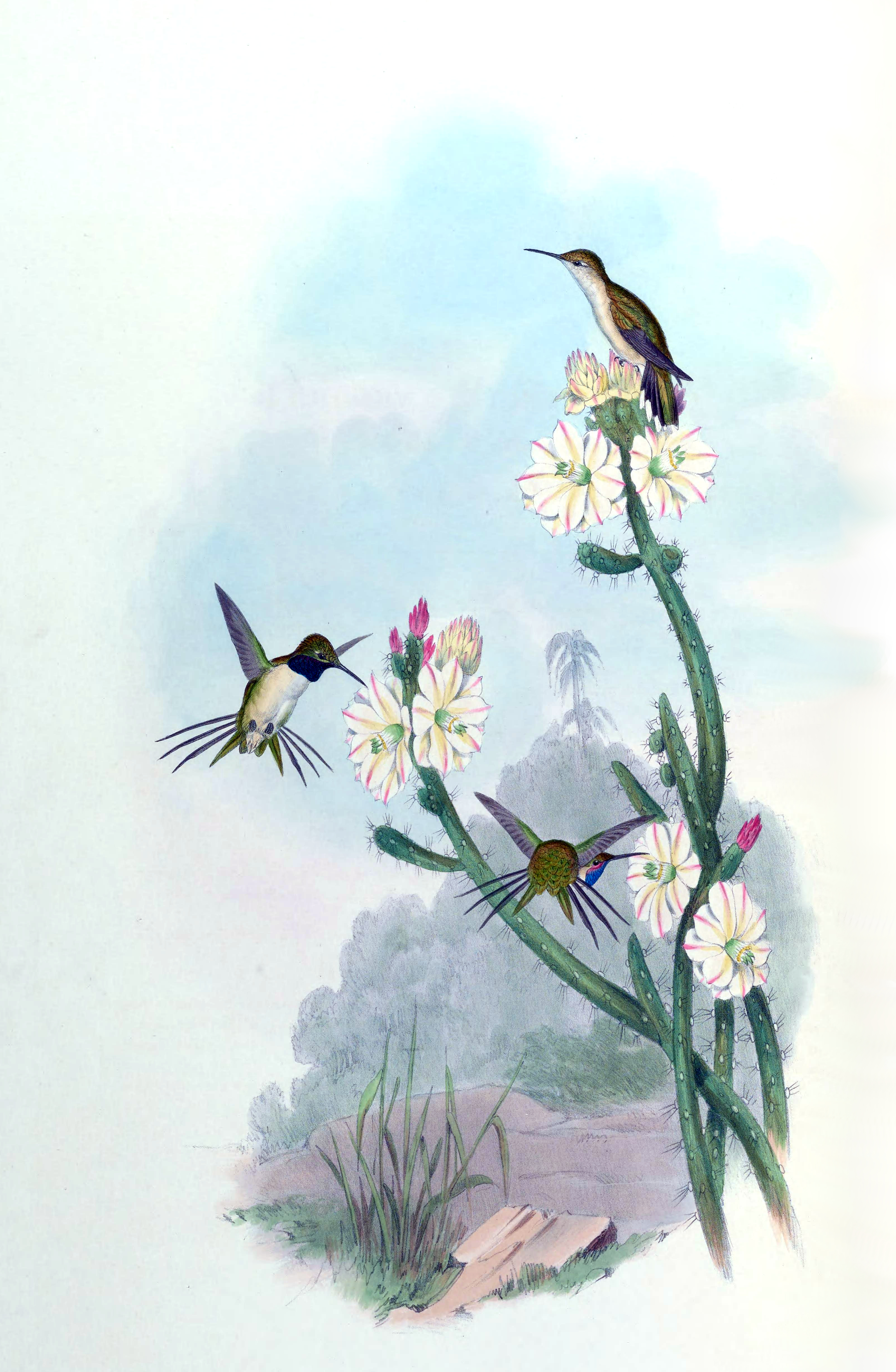
Aricaelfe gemalt von John Gould

Die Aricaelfe erreicht eine Länge von acht Zentimetern. Die Oberseite ist schillernd olivgrün. Die Männchen haben eine auffällig gekennzeichnete violett-rote Kehle. Die übrige Unterseite weist eine weiße Färbung auf. Der Schwanz ist stark gegabelt. Die mittleren Steuerfedern sind grün und kurz, die längeren äußeren Steuerfedern sind schwarz. Die Weibchen sind unterhalb gelbbraun mit einem weißlichen Ton. Bei ihnen ist der Schwanz ungegabelt und die Steuerfedern haben eine weiße Spitze.

## Unterarten
Im Moment sind keine Unterarten der Aricaelfe bekannt. Sie gilt als monotypisch.

## Vorkommen
Die Aricaelfe brütet nur in zwei Tälern, dem Lluta-Tal und dem Azapa-Tal in der Arica-Provinz im äußersten Norden Chiles.

## Lebensweise

Verbreitungsgebiet der Aricaelfe

Der Lebensraum der Aricaelfe sind kleine Fragmente heimischer Strauchvegetation in Flusssenken der Atacama-Wüste in einer Höhe von 200 m bis 750 m. Es wird angenommen, dass sie Wanderungen bis in eine Höhe von 2600 m unternimmt. Sie benötigt aber eine zusammenhängende Vegetation entlang von Flüssen, um solche Bewegungen zu bewältigen. Es wurde oft berichtet, dass sie sich an den Wandelröschen- und Hibiskus-Blüten in den Gärten aufhält. In solchen Lebensräumen ist sie aber ziemlich selten. Im Gegensatz zu der großen Anzahl, in der man sie früher an den Blüten beobachten konnte, bevorzugt die Aricaelfe heute eher eine einzelgängerische Lebensweise. Die Brutzeit ist im August und September.

## Gefährdung
Der Bestand wird von der IUCN als „vom Aussterben bedroht“ (critically endangered) eingeschätzt. Zu Beginn des 20. Jahrhunderts war die Aricaelfe noch sehr häufig und weit verbreitet. Durch die Zerstörung ihrer Lebensräume gehen ihre endemischen Nahrungspflanzen immer mehr zurück. Da sich Aricaelfen weniger an die neuen Pflanzen angepasst haben als zunächst angenommen, ist der Bestand im Rückgang begriffen. Im Jahr 2020 schätzte BirdLife International die Gesamtzahl der Individuen auf nur noch 210.

## Etymologie und Forschungsgeschichte
Jules Bourcier beschrieb die Aricaelfe unter dem Namen Trochilus Yarrellii. Angeblich stammte das Typusexemplar aus Montevideo, was aber vermutlich ein Irrtum war.  Erst später schlug Étienne Mulsant die Art der neuen Gattung Eulidia zu. Der Ursprung des Wortes Eulidia ist nicht klar, wurde aber vermutlich einer Frau namens Eulidie gewidmet, da Mulsant den Trivialnamen Eulidie d'Yarrell verwendete. Der Artname yarrellii ist William Yarrell gewidmet.